# Зарічанська волость
Зарічанська волость — історична адміністративно-територіальна одиниця Володимир-Волинського повіту Волинської губернії Російської імперії. Волосний центр — село Заріччя. Наприкінці ХІХ ст. волость було ліквідовано, поселення відійшли до Вербської (Заріччя, Микуличі), Хотячівської (Новосілки, Оране, Суходоли) та Микулицької (Зимне) волостей.
Станом на 1885 рік складалася з 23 поселень, 19 сільських громад. Населення — 4570 осіб (2306 чоловічої статі та 2264 — жіночої), 736 дворових господарств.
|                     | Площа, десятин | У тому числі орної, дес. |
| ------------------- | -------------- | ------------------------ |
| Сільських громад    | 5847           | 4141                     |
| Приватної власності | 9467           | 2528                     |
| Казенної власності  | —              | —                        |
| Іншої власності     | 322            | 210                      |
| Загалом             | 15636          | 6879                     |

Основні поселення волості:
- Заріччя — колишнє власницьке село за 1 ½ версти від повітового міста при річці Луга, волосне правління, 180 осіб, 35 дворів. За 2 ½ версти - цегельний завод.
- Зимне — колишнє власницьке та державне село при річці Луга, 392 особи, 31 двір, 2 православні церкви, кузня, 4 водяних млини.
- Микуличі — колишнє власницьке село при річці Луга, 171 особа, 34 двори, православна церква, постоялий будинок.
- Новосілки — колишнє власницьке село, 257 осіб, 50 дворів, православна церква.
- Орані — колишнє власницьке село, 147 осіб, 22 двори, православна церква, водяний млин.
- Суходоли — колишнє власницьке село, 444 особи, 82 двори, 2 православні церкви, постоялий будинок.